# Niklas Kronwall
Niklas Kronwall född 12 januari 1981 i Viksjö i Järfälla församling, är en svensk före detta ishockeyspelare, fostrad i Järfälla HC. Kronwall var under NHL karriären känd för sitt tuffa spel och hårda tacklingar som kallades för "Kronwalled". Före tiden i NHL spelade Kronwall i Djurgården Hockey i elitserien och vann SM-guld med dem 2000 och 2001. År 2003 lämnade Kronwall Djurgården för Detroit Red Wings i NHL, där han spelade till dess att han avslutade karriären 2019.
Vid VM i Riga 2006 blev han vald till VM:s bäste back samt turneringens mest värdefulla spelare.
Tillsammans med Henrik Zetterberg, Mikael Samuelsson, Kenny Jönsson, Ronnie Sundin, Jörgen Jönsson, Mika Hannula och Stefan Liv blev Niklas Kronwall år 2006 den första spelaren att vinna OS-guld och VM-guld samma säsong/år. Dessutom tillsammans med Tomas Jonsson,  Håkan Loob är Niklas medlem i Trippelguldklubben samt med SM-guld.
Senare samma år skrev han på ett femårsavtal värt 100 miljoner kronor med Detroit. I och med Stanley Cup-segern år 2008 (då han med 15 assists blev slutspelets poängbästa back och dessutom vann plusminusligan) blev Kronwall den 22:a medlemmen i Trippelguldklubben och den fjärde som därutöver också vunnit SM-guld. Han är den som vunnit alla fyra titlarna vid yngst ålder och med kortast intervaller.
År 2009 var han med om att åter ta Detroit till Stanley Cup-final där det blev förlust mot Pittsburgh Penguins.
Den 3 september 2019 meddelade Niklas Kronwall att han lägger av med ishockeyn.
Han har två bröder, Staffan Kronwall som tidigare varit proffs i NHL och KHL och numera arbetar som expertkommentator och studioanalytiker på TV4 Sport och Mattias Kronwall som tidigare spelat för Djurgården J20 Elit.